# Plein 1813
Plein 1813 is een plein in de wijk Willemspark in Den Haag. Het vormt een ovale rotonde op de kruising van de Alexanderstraat en de Sophialaan. Midden op het plein staat het in 1869 onthulde Nationaal Monument. Bij de eerstesteenlegging in 1863 kreeg het plein zijn huidige naam. Daarvoor heette het Willemsplein. Rond om het plein staan vier eclectische villa's, die uit dezelfde periode dateren.
In samenhang met het gereedmaken van enkele gebouwen aan het plein voor gebruik als Israëlische ambassade in 2019 werd het plein heringericht.

## Nationaal Monument
Het Nationaal Monument op het midden van het plein herinnert aan de overwinning op Napoleon, het einde van de Franse tijd in Nederland, de onafhankelijkheid en de stichting in 1813 van het Soeverein Vorstendom der Verenigde Nederlanden, de voorloper van het Verenigd Koninkrijk der Nederlanden en het huidige Koninkrijk der Nederlanden. Het monument werd onthuld op 17 november 1869 door Prins Frederik der Nederlanden. Het geheel is een ontwerp van architect W.C. van der Waeyen Pieterszen en beeldhouwer Jan Jozef Jaquet.

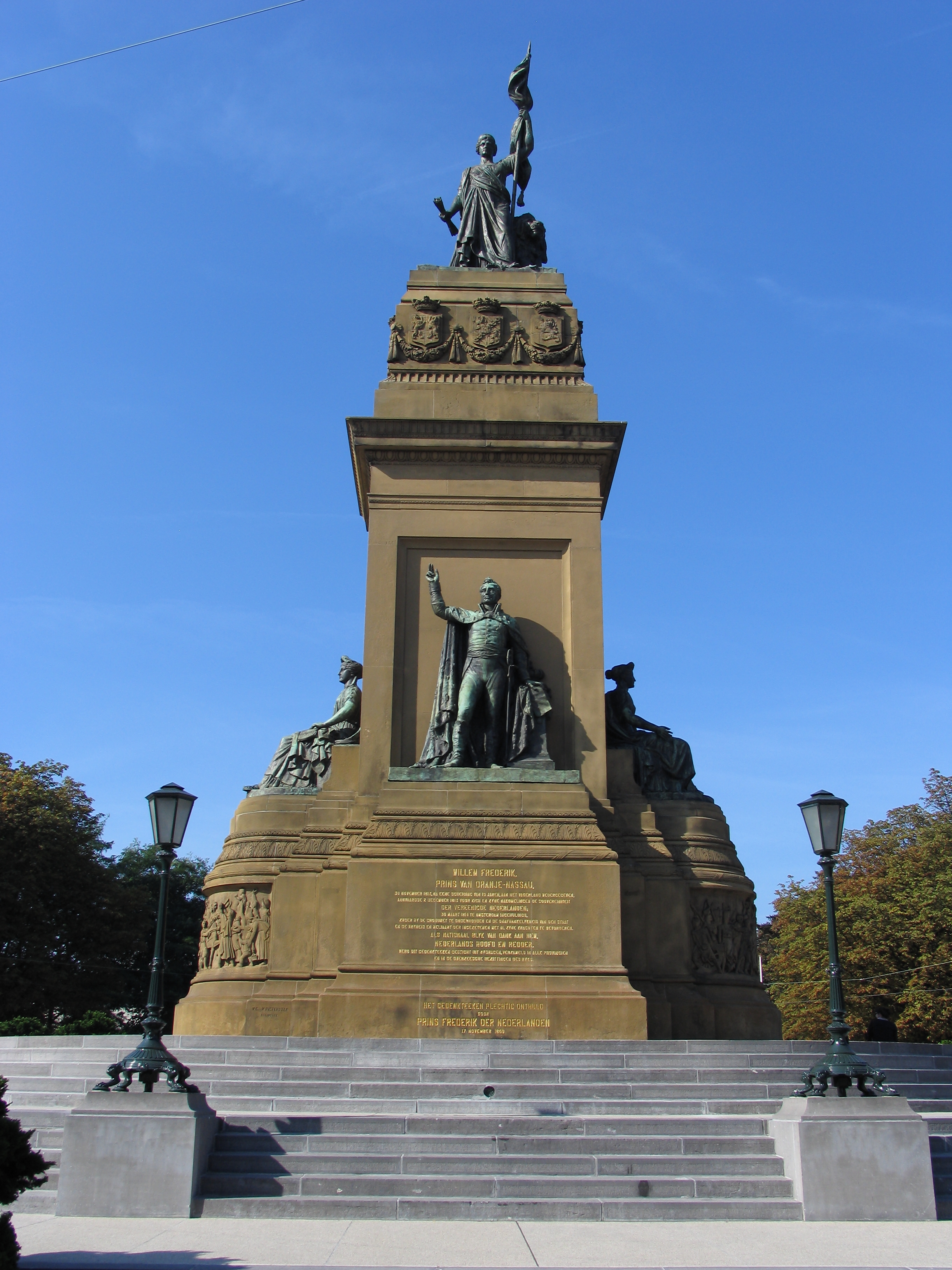
Het monument
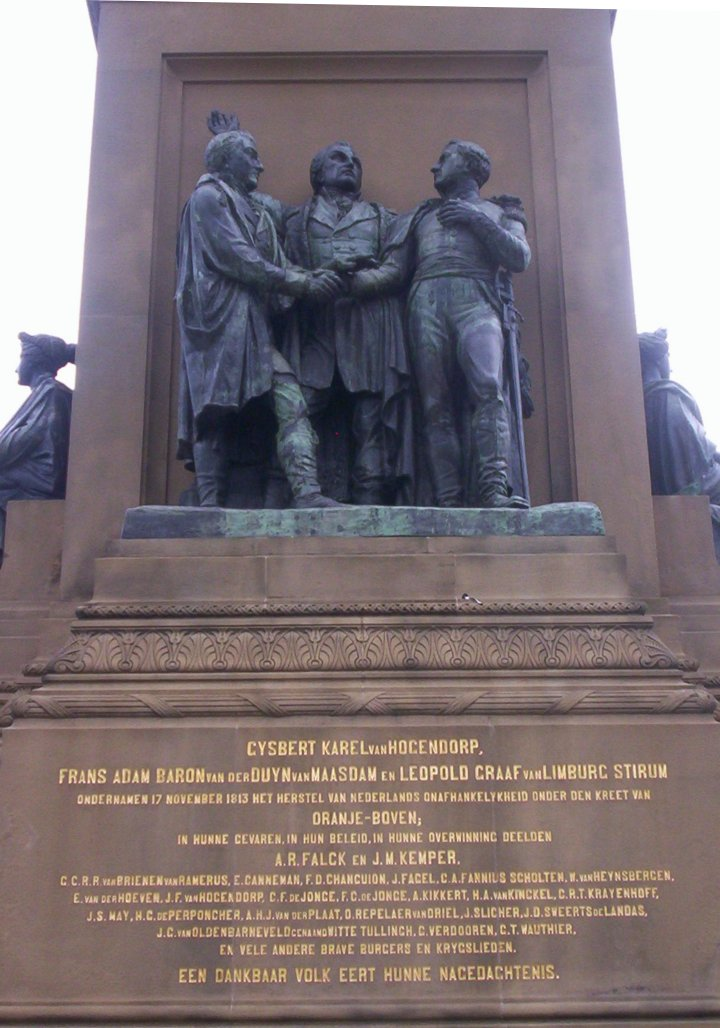
Het monument (detail)
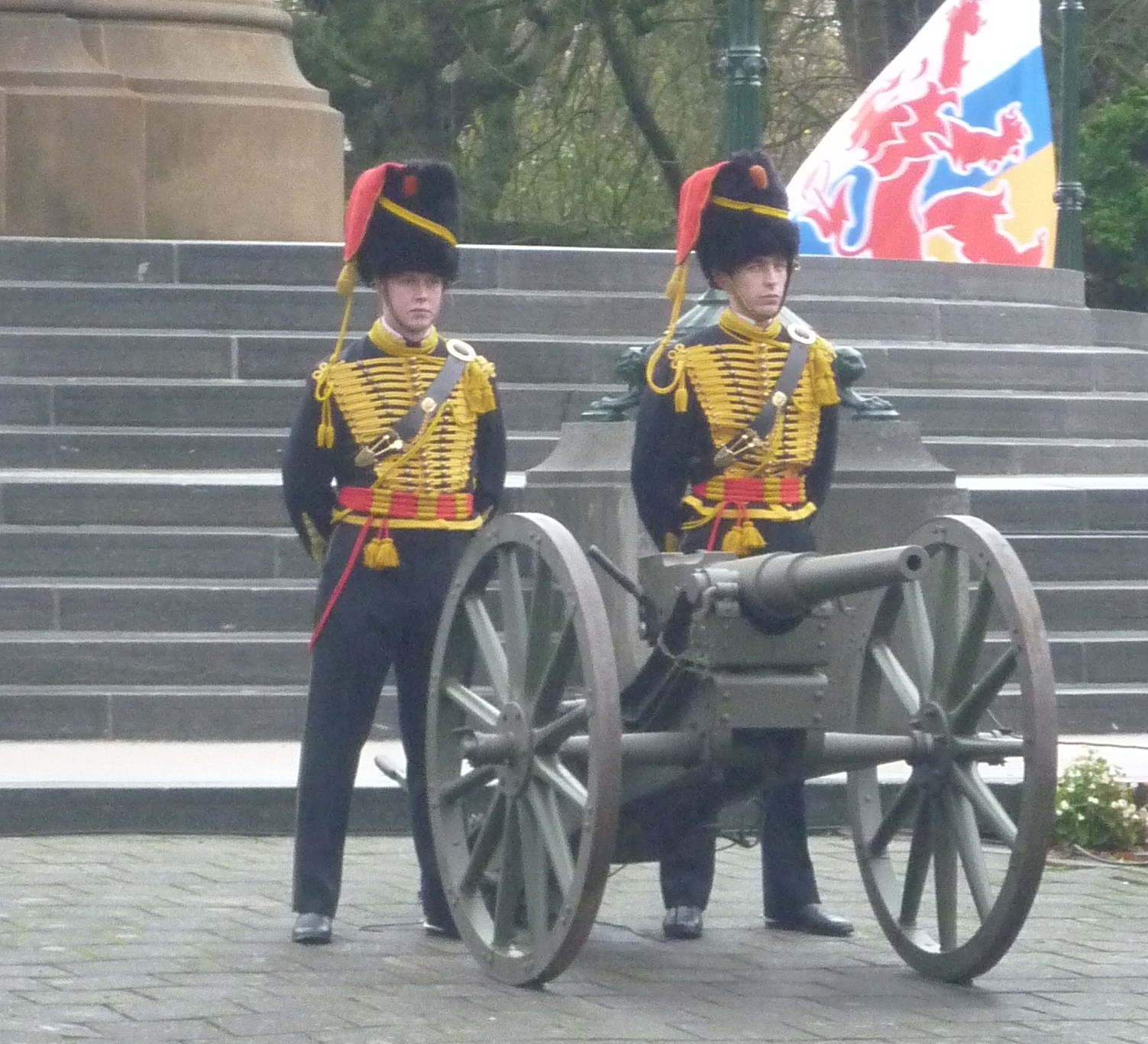
Kanon op Plein 1813

## De villa's
Om het Plein 1813 staan vier grote villa's, gebouwd in de periode 1860-1864 in de bouwstijl van het Eclecticisme. Al deze villa's zijn rijksmonumenten.
- Nummer 1 werd ontworpen door architect Johannes Jacobus Delia (1816-1898) voor Agnites Vrolik, voorheen minister van Financiën. Hij woonde er tot 1882. Tijdens de Tweede Wereldoorlog werd het huis door de Duitse bezetters opgeëist voor NSB-leider Anton Mussert. Die verliet het huis op 5 september 1944. In 1984 werd het pand gerestaureerd. Het is nu de residentie van de Britse ambassadeur.
- Nummer 2 werd ontworpen door architect Q. Wennekers, die ook Sophialaan 9, 11 en 13 en Alexanderstraat 20 en 26 ontwierp. Minister van Buitenlandse Zaken Joseph Luns woonde tijdens zijn ministerschap in deze ambtswoning. In de tuin van de villa bevindt zich een bunker.[7].Het Ministerie van Binnenlandse Zaken biedt het pand in 2015 te koop aan via haar officiële Twitter-account, met daarin de wervende tekst "Met een bunkertje. Doe een bod!".[8]
- Nummer 3 werd ontworpen door architect J.P.C. Swijser en is de residentie van de ambassadeur van Pakistan.
- Nummer 4 werd gebouwd in opdracht van mr. J.C.W. Merkus, de architect is onbekend. Hier was het Ministerie voor Algemeene Oorlogvoering van het Koninkrijk (AOK) (1942-1946) en het Kabinet van de Minister-President (KMP) (1946-1947) gevestigd.[9][10] Het was dus een voorloper van het 'Torentje'. In de periode voor de Tweede Wereldoorlog was hier de Japanse legatie gehuisvest.[11] De villa werd in 2017 door het Rijksvastgoedbedrijf verkocht aan de Israëlische staat,[12] die er zijn ambassade in wilde vestigen. Deze verhuizing, die ingrijpende gevolgen zou hebben gehad voor de inrichting van het plein, werd in 2018 echter afgeblazen en Israël zette het pand in 2019 weer te koop.

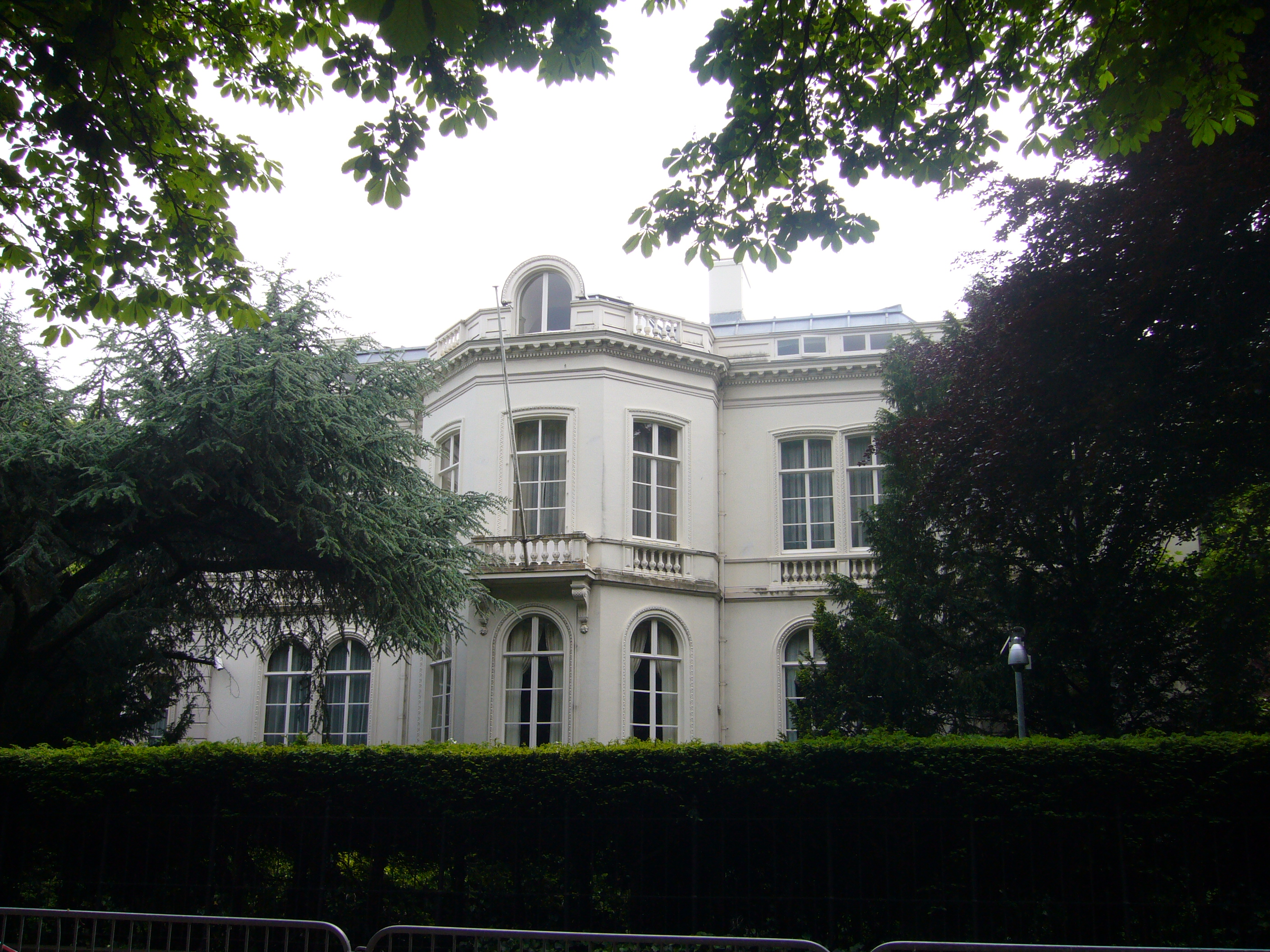
Nr 1
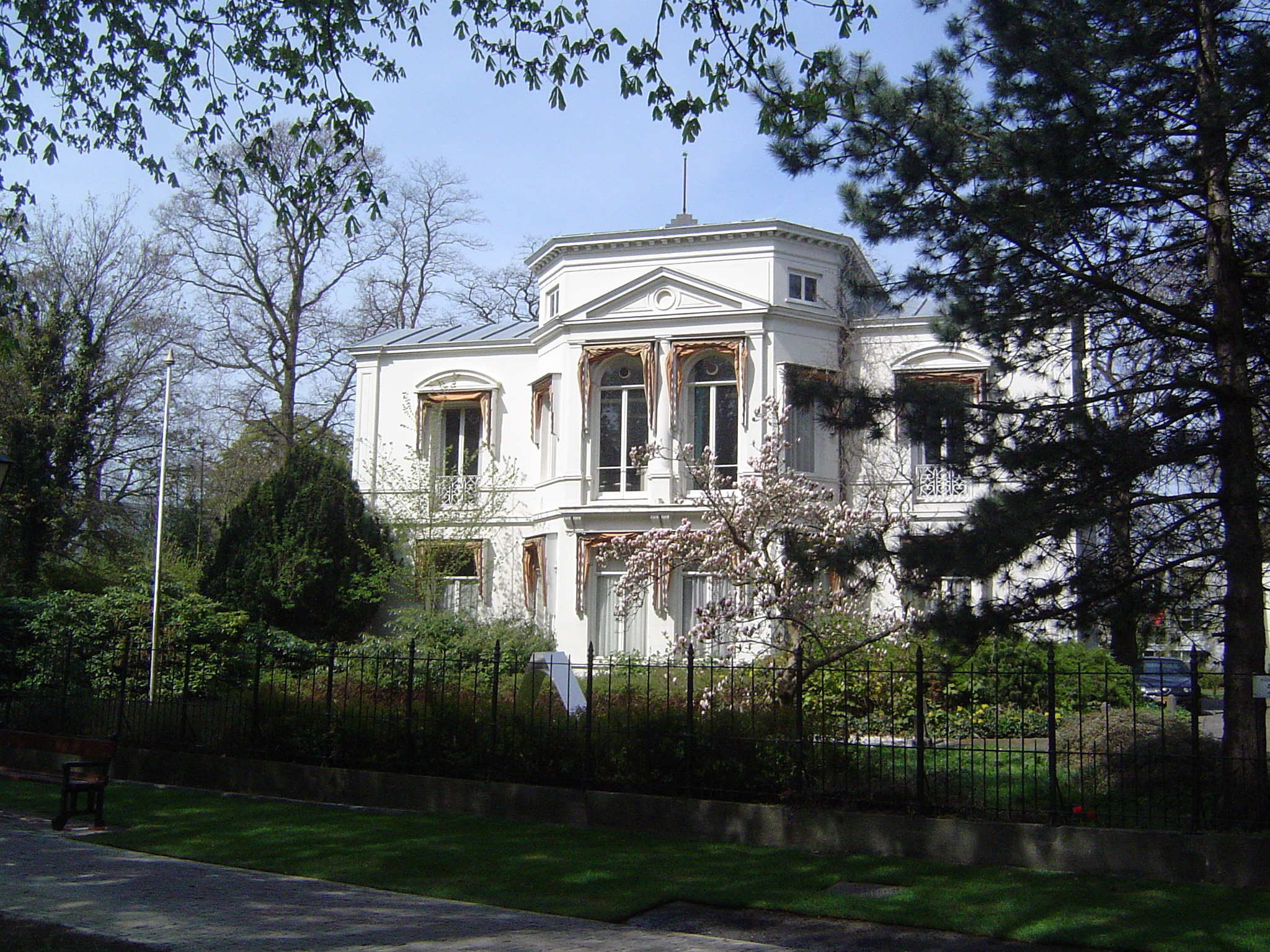
Nr 4

## De paardenkastanjes
Om het plein staan 36 paardenkastanjes. De oudste zijn in 1936 als ongeveer 25 jaar oude bomen geplant. In de Tweede Wereldoorlog werden ze omwikkeld met prikkeldraad om te voorkomen dat ze gekapt zouden worden.

## Openbaar vervoer
Sinds 1864 wordt het Plein 1813 aangedaan door de Haagse tram. Aanvankelijk was dit de 'rode lijn' van de paardentram via de Scheveningseweg naar Scheveningen. Tot 1876 werd gereden via Sophialaan en Zeestraat. Deze oudste tramlijn van Nederland werd in 1905 geëlektrificeerd, zodat er sindsdien bovenleiding rondom het Plein 1813 hangt. Bijna een eeuw lang, tot 2003, reed hier tramlijn 8. In de loop der jaren passeerden ook onder andere lijn 1 (2e), 2 (2e), 7 (2e), 10(3e), 15 (4e), 16, 17 (5e), 21 en A het Plein 1813. Sinds 2003 rijdt hier HTM-lijn 1 en sinds 2025 lijn 10. Alleen staduitwaarts kan om het monument worden gekeerd. Voorts de buslijnen 22, 24 en 28. Het plein ligt tussen de haltes Mauritskade en Javastraat. 